# Vall Alta de Serradell - Terreta - Serra de Sant Gervàs
Vall Alta de Serradell - Terreta - Serra de Sant Gervàs és un espai natural d'un remarcable interès paisatgístic i geomorfològic; les formes d'erosió dels materials geològics i el grans desnivells li confereixen singularitat i un alt valor. Les masses forestals aïllades de la serra i la inaccessibilitat dels fondals més interiors de la vall han permès el manteniment d'un medi relativament fràgil, on destaquen les poblacions de rapinyaires i la fauna cavernícola.
Està situat als termes municipals de Conca de Dalt, dins de l'antic terme de Toralla i Serradell, al Pallars Jussà, Tremp, però dins del seu antic terme ribagorçà d'Espluga de Serra, i el Pont de Suert, dins del seu antic terme de Viu de Llevata. Dona nom a l'Espai d'Interès Natural d'aquest nom, com s'exposa tot seguit.
Es tracta, de fet, de tres territoris diferenciats, però units pel mateix sistema muntanyós: la Serra de Sant Gervàs, els seus vessants, les serres que hi fan de contrafort i de continuïtat, i les valls incloses en aquestes carenes.

## Conjunt

### Vall Alta de Serradell
És la part més occidental de la vall del riu de Serradell, a ponent del poble de Serradell, a l'antic terme municipal de Toralla i Serradell, actualment inclòs en el municipi de Conca de Dalt.

### Terreta
Amb aquest nom es coneix tota la riba esquerra de la Noguera Ribagorçana, al sud-est de Sapeira, que fou inclosa en el terme municipal de Tremp l'any 1970. Pertany administrativament al Pallars Jussà i geogràficament a l'Alta Ribagorça. Formen part de l'Espai d'Interès Natural les valls que formaven l'antic municipi d'Espluga de Serra.

### Serra de Sant Gervàs
És la majestuosa serra que tanca pel nord la Terreta i separa els termes municipals de Tremp i del Pont de Suert, el darrer de l'Alta Ribagorça tant geogràficament com administrativa. L'Espai d'Interès Natural s'estén a tots dos costats de la serra.

## Medi físic
Geològicament, l'espai Vall Alta de Serradell-Terreta-Serra de Sant Gervàs està format pel conjunt de la vall Alta del riu Serradell i un seguit de petites serres que es perllonguen a l'extrem meridional de la serra de Sant Gervàs. Aquesta serra representa el conjunt de serres prepirinenques interiors més occidentals de Catalunya i està en contacte amb les muntanyes de l'Alta Ribagorça, que són les últimes digitacions del Pirineu axial, de les quals se separen per la serra de Llevata. Sant Gervàs és de naturalesa calcària i assoleix més de 1.800 metres d'altitud. Els seus vessants sud presenten forts pendents i cingleres, mentre que els vessants nord són suaus.
Per la seva banda, la vall de Serradell presenta unes formes de relleu extremadament singulars. L'erosió diferencial sobre els materials conglomerats oligocens d'aquestes serres ha donat lloc a formes particulars d'una bellesa extraordinària, localment anomenades "picorres".

## Fauna i flora

### Biodiversitat
La funció principal dels espais naturals protegits de Catalunya és conservar mostres representatives de la fauna, la flora i els hàbitats propis del territori, de manera que es puguin desenvolupar els processos ecològics que donen lloc a la biodiversitat (l'àmplia varietat d'ecosistemes i éssers vius: animals, plantes, els seus hàbitats i els seus gens).
Aquest espai natural de la Vall Alta de Serradell-Terreta-Serra de Sant Gervàs és de gran interès per l'alt valor i la singularitat de les poblacions de rapinyaires i de la fauna cavernícola que hi són presents. Destaca una important colònia de voltor comú (Gyps fulvus), l'àguila daurada (Aquila chrysaetos), el trencalòs (Gypaetus barbatus) i l'aufrany (Neophron percnopterus).

### Flora
La vegetació de la serra de Sant Gervàs presenta un domini submediterrani i bona part correspon a la roureda seca de roure martinenc (Quercetum pubescentis). Les boixedes, amb una gran significació, ocupen grans extensions a la serra i són la unitat de vegetació dominant. La presència d'alguns elements centreeuropeus a obagues i nivells culminals enriqueixen la seva diversitat paisatgística.

### Fauna
Hi ha poblacions de rapinyaires i de còrvids que habiten els cingles inaccessibles. Entre aquests grups es detecta una bona colònia de voltor comú (Gyps fulvus) a la Terreta. També hi tenen lloc l'àguila daurada (Aquila chrysaetos), el trencalòs (Gypaetus barbatus) i l'aufrany (Neophron percnopterus). El duc eurasiàtic (Bubo bubo) és present també a les parets de roca. Pel que fa als còrvids, s'hi pot observar la gralla de bec vermell (Pyrrhocorax pyrrhocorax) i el corb (Corvus corax).
A la serra de Sant Gervàs hi viuen alguns elements interessants de muntanya, com ara la perdiu xerra (Perdix perdix). També hi són presents alguns invertebrats cavernícoles: aràcnids, ortòpters i miriàpodes, que poblen els avencs i coves (Leptoneta paraculus, Dolichopoda bolivari, etc.). Estrictament protegida pel PEIN hi ha la Xeroplexa ripacurcica. Pel que fa a la fauna, les espècies presents són: Austropotamobius pallipes, Callimorpha quadripunctaria, Euphydryas aurinia i Lutra lutra.
Pel que fa a les aus, les espècies presents són: Pernis apivorus, Milvus migrans, Milvus milvus, Gypaetus barbatus, Neophron percnopterus, Gyps fulvus, Circaetus gallicus, Aquila chrysaetos, Hieraaetus pennatus, Falco peregrinus, Bubo bubo, Alcedo atthis, Dryocopus martius, Lullula arborea, Anthus campestris, Oenanthe leucura, Curruca undata, Lanius collurio, Pyrrhocorax pyrrhocorax, Emberiza hortulana, Perdix perdix hispaniensis, etc.

## Vulnerabilitat
No es presenten a l'espai impactes significatius d'origen antròpic. L'alt valor i singularitat de les formes d'erosió en els materials geològics, així com el valor de les poblacions de rapinyaires i de la fauna cavernícola, han justificat la seva inclusió en el PEIN.

## Aspectes socioeconòmics
En aquest Espai natural protegit hi ha aprofitaments silvícoles, agrícoles i ramaders (pastura d'ovella xisqueta). L'Espai Natural de la Vall Alta de Serradell-Terreta-Serra de Sant Gervàs conté algunes ermites i bordes repartides pel territori, així com pistes forestals de fons de vall. És també interessant d'esmentar la presència a l'Espai d'un lloc d'elevat interès etnogràfic, el pas del Portús, ubicat al mig de la serra i utilitzat com a cabanera i comptador del bestiar.
Només el 0,09% de la superfície és zona de Caça Controlada. El 76,85% de la superfície figura en el Catàleg de forests d'utilitat pública (CUP) o té algun tipus de conveni amb ajuntaments o particulars.
Pel que fa als usos del sòl, hi ha vegetació arbustiva i herbàcia (45,33%), boscos (35,01%), roques, tarteres, glaceres, coves (16,10%), terres agrícoles i àrees antròpiques (2,92%) i aigües continentals (0,62%).

## Protecció
L'Espai Natural Protegit de la Vall Alta de Serradell-Terreta-Serra de Sant Gervàs va ser incorporat al PEIN pel Decret 328/1992, pel qual s'aprovava el PEIN. Aquest Espai va ser declarat per primera vegada com a LIC el 2001 i com a Zona d'especial protecció per a les aus (ZEPA) el 2005; posteriorment va ser ampliat com a espai Natura 2000 mitjançant l'Acord del Govern 112/2006, de 5 de setembre, que aprova la xarxa Natura 2000 a Catalunya (DOGC 4735, de 6-10-2006). Així mateix, mitjançant el Pla especial se'n va fer la delimitació definitiva. Aquest Pla complementa també el règim normatiu bàsic de protecció establert pel PEIN amb determinacions específiques per a aquest Espai.